# 瓦蒂薩屬
 瓦蒂薩屬是生存於泥盆紀中期的一種古代植物，屬於枝蕨綱，和現今的蕨類為近親。最近在斯科哈里郡發現的泥盆紀中期化石統一了「瓦蒂薩屬」的樹冠，其中樹根和樹幹的部份早在1870年便於吉爾博市的化石樹叢中被發現，但植物完整的樣子仍然不明。這些化石被稱之為現知最早的樹，可長至8公尺或更高的高度，和樹蕨相似。